# Kycklingkött

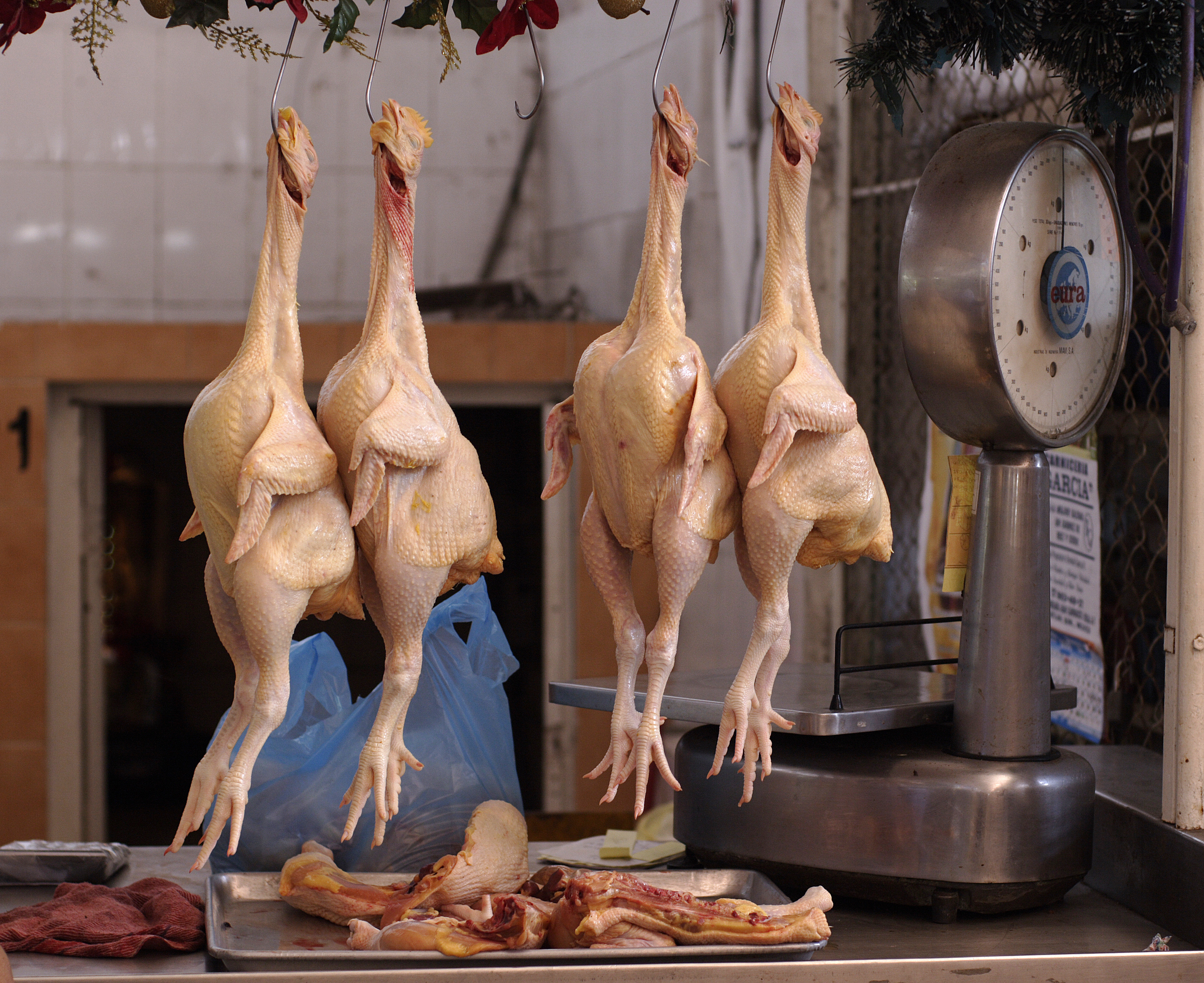
Plockade kycklingkroppar på en marknad i Mexiko

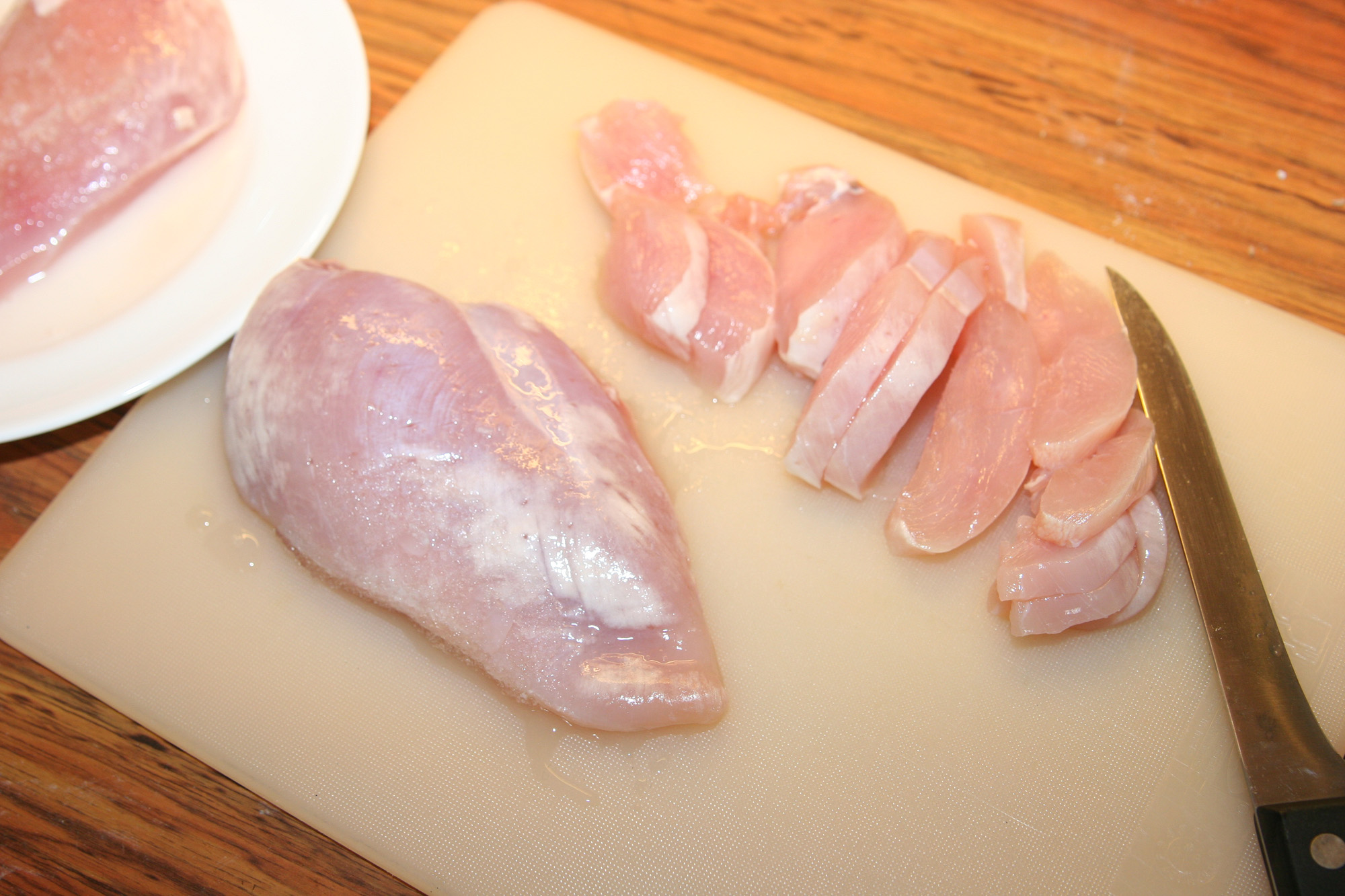
Rått kycklingbröst

Kycklingkött är kött från kyckling, det vill säga unga tamhöns. Kycklingkött innehåller mycket protein, vitaminer och mineraler. Skinnet innehåller dessutom mycket fett. Kycklingens slaktkropp består framför allt av bröst, vinge, lår och ben. Kycklinglevern brukar också användas till mat.
Det är viktigt att kycklingen tillagas väl. De vanligaste metoderna är att de kokas, steks eller grillas. Den bör ätas genomstekt för att inte riskera spridning av bakterien Campylobacter som kan orsaka mag- eller tarmsymtom. Majskyckling är kyckling som har fötts upp på majs istället för enbart kraftfoder vilket annars är det vanliga. De växer långsammare och blir större än vanliga kycklingar, och köttet blir gulare i tillagat skick.

## Världsproduktion
| Topp producenter av kycklingkött 2018 | Topp producenter av kycklingkött 2018 |
| Land                                  | Produktion (ton)                      |
| ------------------------------------- | ------------------------------------- |
| USA                                   | 19.568.042                            |
| Brasilien                             | 14.914.563                            |
| Kina                                  | 13.957.911                            |
| Ryssland                              | 4.543.002                             |
| Indien                                | 3.590.525                             |
| Mexiko                                | 3.338.372                             |
| Indonesien                            | 2.544.105                             |
| Japan                                 | 2.250.347                             |
| Iran                                  | 2.187.068                             |
| Turkiet                               | 2.156.671                             |
| Argentina                             | 2.069.160                             |
| Malaysia                              | 1.766.369                             |
| Sydafrika                             | 1.754.562                             |
| Storbritannien                        | 1.750.000                             |
| Myanmar                               | 1.728.947                             |
| Thailand                              | 1.726.881                             |
| Colombia                              | 1.592.830                             |
| Peru                                  | 1.581.767                             |
| Polen                                 | 1.474.064                             |
| Spanien                               | 1.411.312                             |